# Махмуд Драмали паша
Махмуд Драмали паша (на турски: Dramalı Mahmut Paşa) е османски държавник и военачалник. Наследник на султан Ахмед III, Махмуд паша е бейзаде, везир, сердар и екрем и паша, и служи като управител на Лариса, Драма и Морея. В 1822 година му е възложено потушаването на Гръцкото въстание, но е разбит в Битката при Дервенакия и скоро след това умира.

## Ранен живот и кариера
Махмуд паша е роден през 1780 г. в Драма, от където получава прякора си. Произхожда от изтъкнато семейството с албански произход - майка му Зейнеп Султан е дъщеря на султан Ахмед III, а дядо му по бащина линия Хюсеин ага, чичо на Мохамед Али паша, е чорбаджия в Еничарския корпус и валия на Кавала. Баща му Халил Мехмед бей командва албански полк във войната срещу Наполеон в Египет, а след това е силахдар ага на султан Селим III. Мехмед е втори братовчед на Ибрахим паша, който също ръководи войски в Гърция през 1825 – 1828 година.
Махмуд е бил отгледан и образован в двореца Топкапъ в Цариград. Участва в различни кампании в империя, достигайки до поста везир. Радвайки патронажа на Валиде Султан, той в крайна сметка е назначен в родния си град Драма, наследявайки баща си Халил като управител. През 1820 г. той е паша на Тесалия в Лариса и участва в армията на Хуршид Ахмед паша, действаща срещу бунтовника Али паша Янински.

## Гръцкото въстание
През лятото 1821 г., както започва Гръцкото въстание, Махмуд паша смазва първите гръцки бунтове в регионите на Аграфа и планината Пилио, и след изпадането в немилост на Хуршид, е назначен за валия на Морея със задачата да унищожи гръцкия бунт в сърцето му. Той събра добре оборудвана армия от над 20 000 души, включително 8000 души кавалерия, предимно от Македония и Тракия, както и няколко хиляди ветерани от кампанията срещу Али паша – огромна сила по балканските стандарти, и най-голямата османска армия, навлизаща в Гърция, след 1715 година.
Махмуд паша тръгва от Лариса в края на юни 1822 г. и преминава практически необезпокояван през Източна Гърция – срива Тива в Беотия, нахлува в Атика, но не прави опит да си върне Акропола, който току-що се е предал на въстаниците. Премина през проломите на Мегарида необезпокояван и навлиза в Пелопонес. В средата на юли пристига в Коринт, като силната крепост на Акрокоринт е изоставена без бой от своя гръцки гарнизон. Махмуд паша се жени за вдовицата на убития командир на крепостта Кямил бей. Към него се присъединява и Юсуф паша от Патра, който го съветва да останат в Коринт и да го използват като база, за да изградят силни военноморски сили в Коринтския залив за изолиране на Пелопонес, преди да се настъпи към Триполица. Махмуд паша обаче, уверен в силите си и подведен от очевидното нежелание на въстаниците да му се противопоставят, решава да настъпи на юг, в Арголида. Това предизвика паника сред гърците – обсадата на Навплио е изоставена, точно когато гарнизонът се готви да се предаде, а Временното правителство напуска Аргос и се качва на кораби за безопасност. Махмуд паша пристига в Аргос на 11 юни, но не осигурява основния си път за снабдяване и отстъпление през прохода Дервенакия, като се вземе предвид, че няма флот и не може да бъде снабдяван по море. Вместо това, Мехмед паша се опитва да превземе крепостта на Аргос Лариса, упорито защитавана от 700-силен гръцки гарнизон, командван от Димитриос Ипсилантис. Въстанците издържат 12 дни, след което правят нощен пробив и се оттеглят. През това време въстаническите сили на Теодорос Колокотронис заемат околните хълмове и проломи, включително Дервенакия. Гърците систематично унищожава селата в Арголидската равнина, като изгарят посевите и замърсяват изворите, за да причинят глад в османската армия. Мехмед Драмали паша е принуден да се оттегли към Коринт. На 26 юли изпраща конницата си като авангард към прохода Дервенакия, където обаче въстаниците са заели позиции, и в сражението османците са разгромени, като се спасяват само неколцина. Два дни по-късно към Дервенакия настъпва основната османска армия. Мехмед паша успява да премине, но по-голямата част от войската му е избита, като и хазната и обозът са заловени. От над 30 000 войници, само 6000 се завръщат в Коринт, където Мехмед паша умира от треска.